# Carpe diem

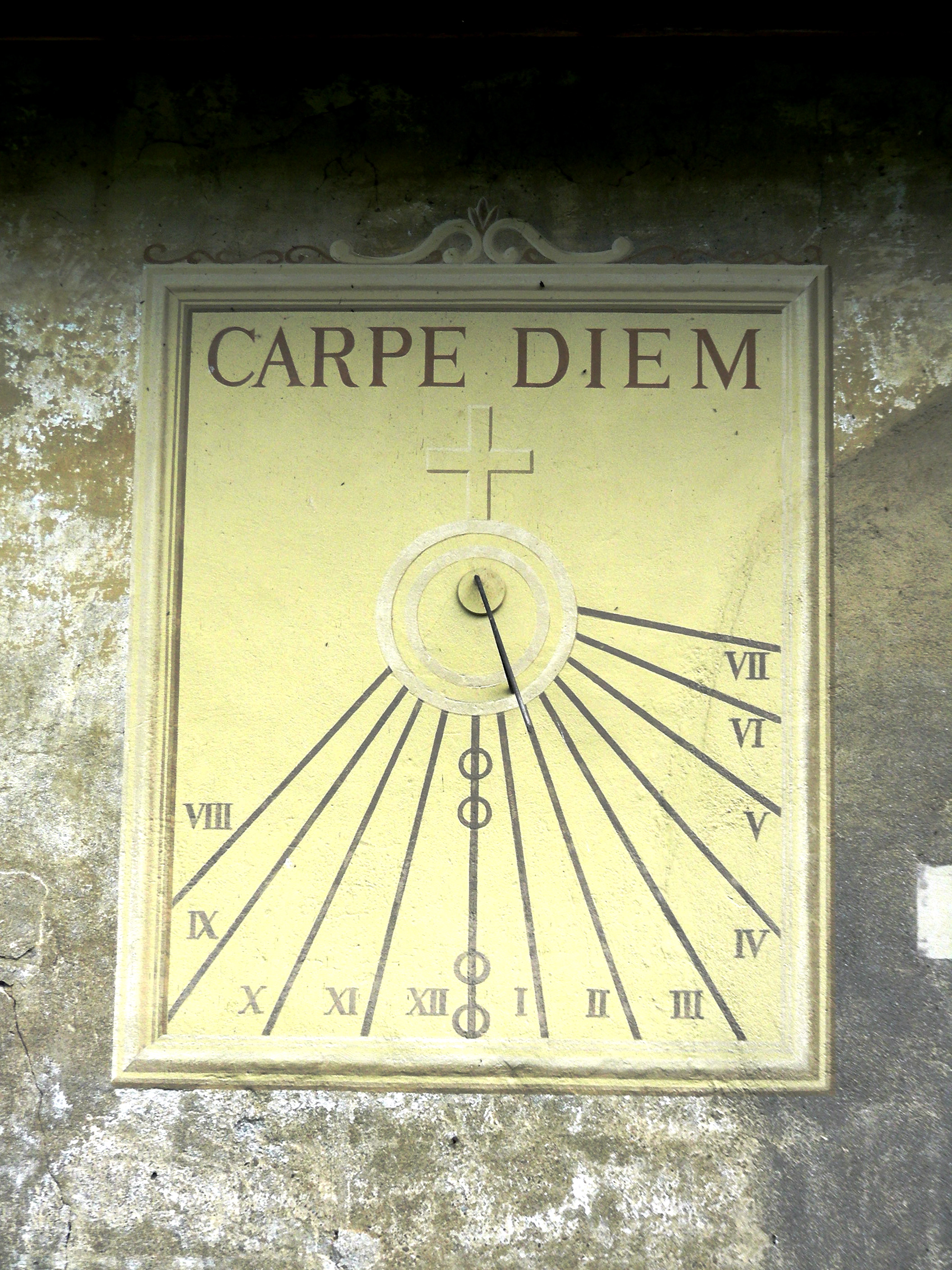
Sluneční hodiny s nápisem Carpe diem.

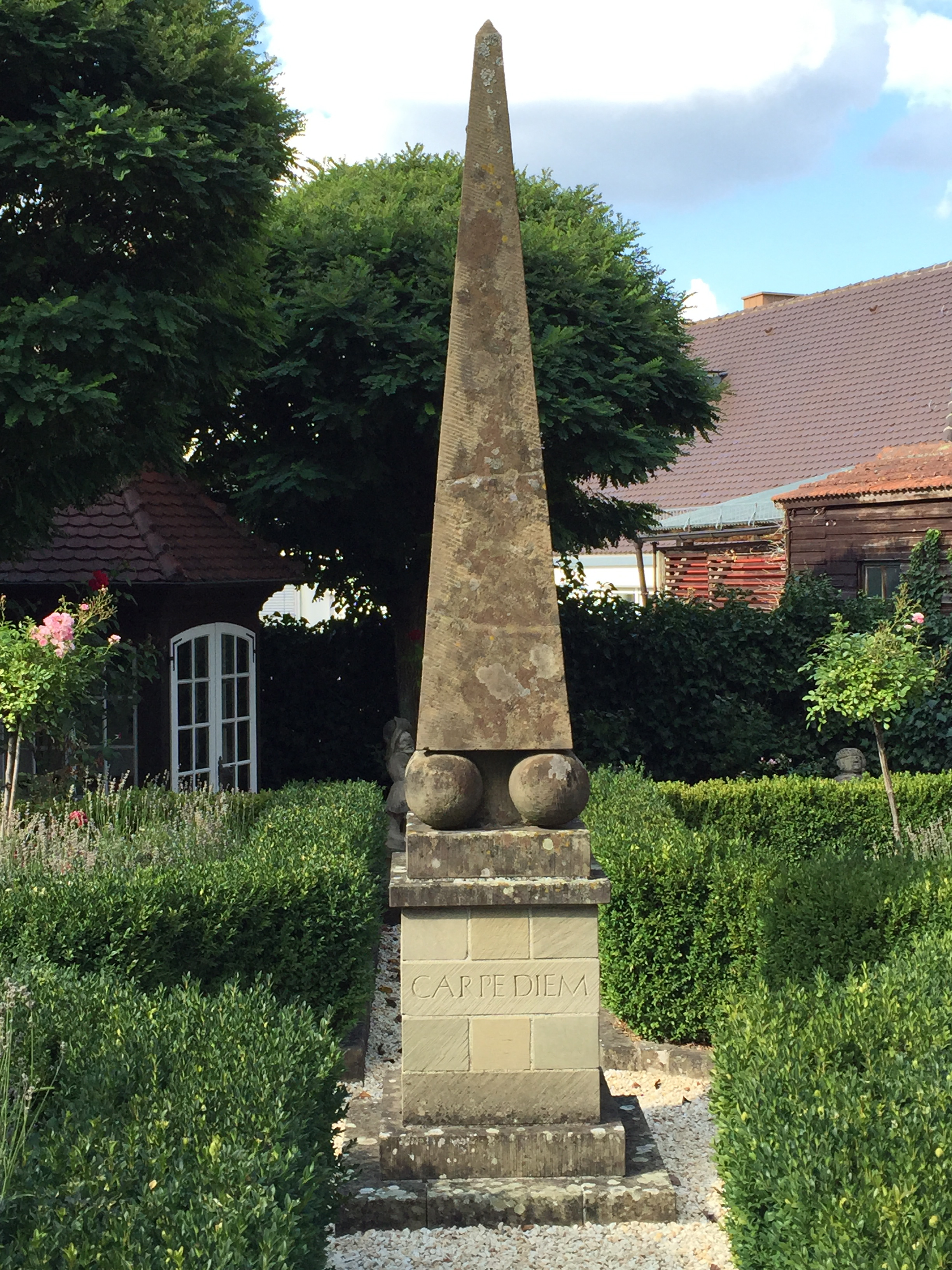
Nápis Carpe diem na pomníku v německém Ellwangenu

Carpe diem je latinské rčení, které poprvé použil římský básník Horatius v první knize sbírky Ódy (Carmina), v básni číslo XI. Do češtiny jej lze přeložit jako „Užívej dne“.
Jedna ze sémantických interpretací tohoto rčení ho vysvětluje jako varování s existenciálním podtextem, které vyzývá k maximálnímu využití současných příležitostí, protože čas ubíhá jedním směrem a je zakončen naší smrtí. V tomto je Carpe diem sice částečně podobné jinému latinskému rčení Memento mori („pamatuj na smrt“), hlavní poslání tohoto citátu však je upomínat ke kajícnosti a pokoře, což není výrazné poslání carpe diem.
Český egyptolog Zbyněk Žába se domníval, že rčení může mít staroegyptský původ: podle jeho názoru vychází z významově blízkého literárního žánru dnes označovaného jako Písně harfeníků, hojně rozšířeného v řecko-římské době. Rčení Carpe diem (užívej dne) bylo oblíbené mezi římskými epikúrejci.

## Zdroj rčení: Horatius, Óda XI.
| Tu ne quaesieris, scire nefas, quem mihi, quem tibi | Nezvídej, co zvědět hříšno, jaký tobě, jaký mně as      |
| finem di dederint, Leuconoe, nec Babylonios         | Určen jest bohy cíl, Leukanoe; rovněž o počty se        |
| temptaris numeros. Ut melius, quidquid erit, pati!  | Chaldejské nepokus. Buď cokoliv, lépe jest, snésti vše! |
| Seu pluris hiemes seu tribuit Iuppiter ultimam,     | Nechť zim víc udělí tobě aneb jen tu Jovíš, která       |
| quae nunc oppositis debilitat pumicibus mare        | Tyrrhénské moře teď nastaveným stísňuje úskalím.        |
| Tyrrhenum: sapias, vina liques et spatio brevi      | Zmoudři, vína proceď, ježto život krátce trvá, omez     |
| spem longam reseces. Dum loquimur, fugerit invida   | Všech dlouhých nadějí. Nám za proudu řečí unikne věk    |
| aetas: carpe diem quam minimum credula postero.     | Závistný: dne užij, zítřku ni moc málo nedůvěřuj.       |

## Odraz v kultuře
- Ve filmu Společnost mrtvých básníků (1989) jde o ústřední myšlenku celého snímku. Studentům vypráví o rčení Carpe diem učitel John Keating v podání Robina Williamse.[4]
- Valašská folkrocková skupina AG Flek spolu s písničkářem Vlastou Redlem vydala v roce 1989 píseň s názvem Carpe diem.
- V roce 2023 slovinská skupina Joker Out reprezentovala svou zemi s písní Carpe Diem na hudební soutěži Eurovision Song Contest v britském Liverpoolu